# Kleinia
Kleinia és un gènere de plantes fanerògames que pertany a la família de les asteràcies. Comprèn 150 espècies descrites i d'aquestes, només 54 acceptades. El gènere va ser descrit per Philip Miller i publicat a The Gardeners Dictionary...Abridged...fourth edition 44. 1754. 	.	

## Espècies acceptades
A continuació s'ofereix un llistat de les espècies del gènere Kleinia acceptades fins al juliol del 2012, ordenades alfabèticament. Per a cadascuna s'indica el nom binomial seguit de l'autor, abreujat segons les convencions i usos.
- Kleinia abyssinica (A.Rich.) A.Berger
- Kleinia amaniensis (Engl.) A.Berger
- Kleinia anteuphorbium (L.) Haw.
- Kleinia breviflora C.Jeffrey
- Kleinia caespitosa Thulin
- Kleinia cephalophora Compton
- Kleinia cliffordiana (Hutch.) C.D.Adams
- Kleinia curvata Thulin
- Kleinia dolichocoma C.Jeffrey
- Kleinia fulgens Hook.f.
- Kleinia galpinii Hook.f.
- Kleinia gracilis Thulin
- Kleinia grantii (Oliv. i Hiern) Hook.f.
- Kleinia gregorii (S.Moore) C.Jeffrey
- Kleinia gypsophila J.-P.Lebrun i Stork

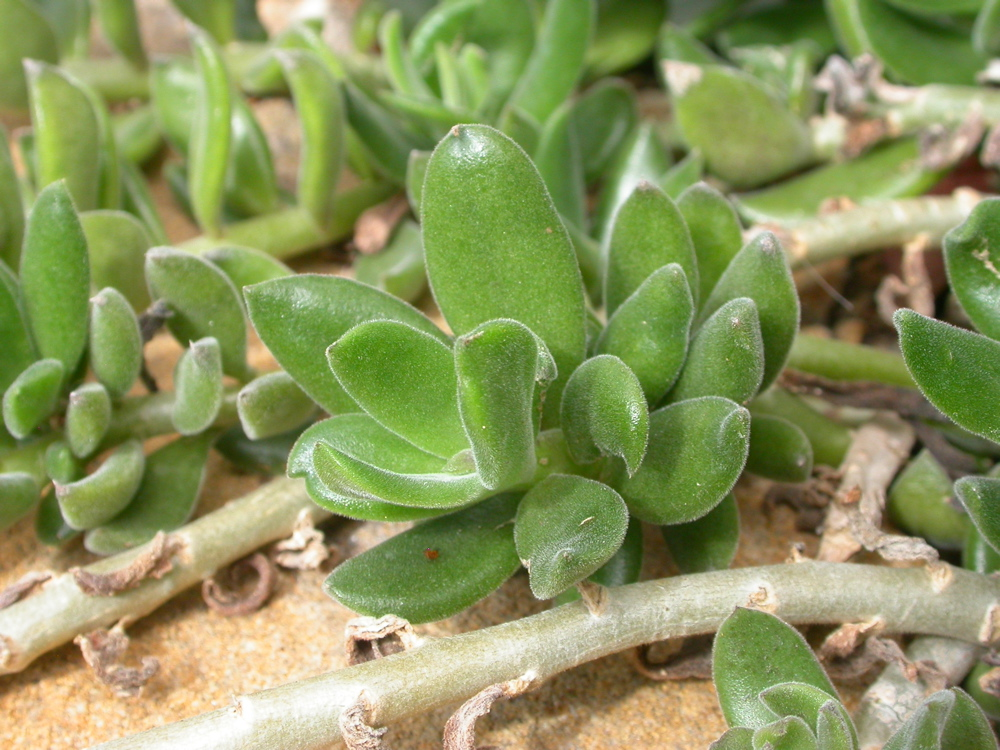
Kleinia implexa

- Kleinia implexa (P.R.O.Bally) C.Jeffrey. Abans va ser considerat abans com una espècie de Senecio.[4] Creix a Kenya i a Tanzània[5]
- Kleinia isabellae Dioli & Mesfin
- Kleinia kleiniiformis(Suess.) Boom.
- Kleinia kleinioides (Sch.Bip.) M.Taylor
- Kleinia leptophylla C.Jeffrey
- Kleinia longiflora DC.
- Kleinia lunulata (Chiov.) Thulin

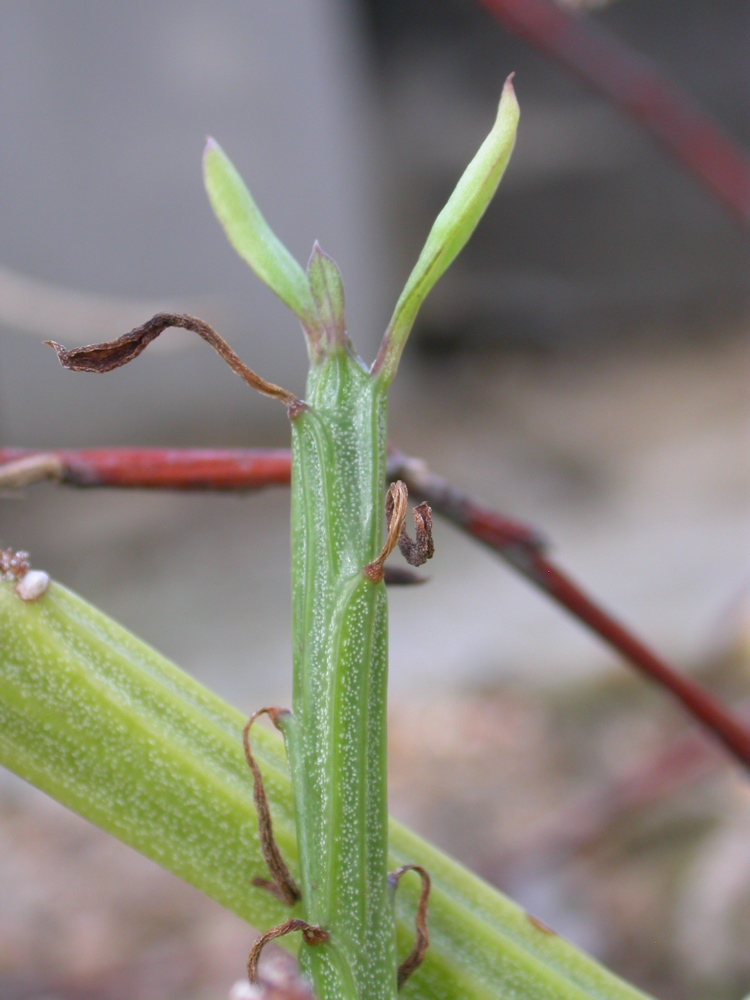
Kleinia madagascariensis

- Kleinia madagascariensis (Humbert) P.Halliday. És endèmica de Madagascar. Aquesta espècie la va descriure per primera vegada a la ciència en (Humbert) P. Halliday, el 1988.[6]
- Kleinia mweroensis (Baker) C.Jeffrey
- Kleinia negrii Cufod.
- Kleinia neriifolia Haw.
- Kleinia nogalensis (Chiov.) Thulin
- Kleinia odora (Forssk.) DC.
- Kleinia ogadensis Thulin
- Kleinia oligodonta C.Jeffrey
- Kleinia patriciae C.Jeffrey
- Kleinia pendula (Forssk.) DC.
- Kleinia petraea (R.E.Fr.) C.Jeffrey
- Kleinia picticaulis (P.R.O.Bally) C.Jeffrey
- Kleinia sabulosa Thulin
- Kleinia schwartzii L.E.Newton
- Kleinia schweinfurthii (Oliv. i Hiern) A.Berger
- Kleinia scotti (Balf.f.) P.Halliday. Es troba només al Iemen. El seu hàbitat natural és en els boscos secs subtropicals o tropicals.
- Kleinia scottioides C.Jeffrey
- Kleinia squarrosa Cufod.
- Kleinia stapeliiformis (E.Phillips) Stapf
- Kleinia tortuosa Thulin
- Kleinia triantha Chiov.
- Kleinia tuberculata Thulin
- Kleinia vermicularis C.Jeffrey[7]